# Новое время

Ганс Гольбейн младший. Послы. 1533

Но́вое вре́мя, или Но́вая исто́рия, — период в истории человечества, находящийся между Средневековьем и Новейшим временем.
Понятие «Новая история» появилось в Италии в эпоху Возрождения, как элемент предложенного гуманистами трёхчленного деления истории на древнюю, среднюю и новую. Критерием определения «нового времени», его «новизны» по сравнению с предшествующей эпохой был, с точки зрения гуманистов, расцвет в период Ренессанса светской науки и культуры — то есть не социально-экономический, а духовно-культурный фактор. Однако этот период противоречив по своему содержанию: Высокое Возрождение, реформация и гуманизм соседствовали со всплеском иррационализма, развитием демонологии, и явлением, получившим в литературе именование «охота на ведьм».
Понятие «Новое время» было воспринято историками и утвердилось в научном обиходе, но смысл его во многом остаётся условным — не все народы вступили в этот период одновременно. Несомненно одно: в данный отрезок времени происходит возникновение новой цивилизации, новой системы отношений, европоцентристского мира, «европейского чуда» и экспансия европейской цивилизации в другие районы мира.

## Периодизация
Как правило, в советской историографии, в рамках формационной теории, её начало связывали с Английской революцией середины XVII века, начавшейся в 1640 году. Среди других событий, которые принимаются в качестве исходного рубежа Нового времени, называют события, связанные с Реформацией (1517), открытие испанцами в 1492 году Нового Света и падение Константинополя (1453).
Рассмотрение событий, связанных с Новым временем, завершается Первой мировой войной (1914—1918).
Внутри эпохи Нового времени обычно выделяются два подэтапа, их границей служит окончание Наполеоновских войн и начало работы Венского конгресса.

## Раннее Новое время
Окончание Средневековья ознаменовалось ростом значения централизованного государственного управления. Яркими примерами этого роста служат завершение феодальных междоусобиц — таких, как Война Алой и Белой Розы в Англии, объединение регионов — Арагон и Кастилия в Испании.

Каравелла — символ Великих географических открытий

### Великие географические открытия
Одним из самых важных изменений стало расширение известной европейцам территории культурной ойкумены. За очень короткий период (конец XV века — начало XVI века) европейские мореплаватели обогнули Африку, проложили морской путь в Индию, открыли новый континент — Америку и совершили кругосветное плавание. Примечательно, что именно открытие Колумбом Америки (1492 год) принято считать символическим окончанием Средних веков.
Эти путешествия стали бы невозможны без предпосылок, главными из которых являются: изобретение компаса и создание судна, способного преодолевать огромные расстояния в открытом море. Интересно, что первое из этих изобретений сделано задолго до наступления Нового времени.
Так, компас был изобретён в Китае ещё в III веке до н. э. (правда, этот тип компаса, представлявший собой лежащий на отполированной пластине намагниченный металлический предмет в форме разливной ложки, был непригоден для мореходства), однако новое изобретение проникло в Европу только в XIII веке через посредничество арабов, которые начали применять компас в XII веке.
Судном, на котором первооткрыватели отправлялись в дальние плавания, стала каравелла. Эти небольшие по современным меркам суда (например, «Санта-Мария», флагман Колумба в его первом путешествии, имела водоизмещение в 130 тонн) в буквальном смысле изменили карту мира. С каравеллами прочно связана вся эпоха великих географических открытий. Довольно характерно название, которое каравелла получила в нидерландском языке, — oceaanvaarder, буквально — «судно для океана».
Однако одних предпосылок недостаточно, поэтому должен быть мотив, заставлявший отправляться в далёкие и опасные путешествия. Таким мотивом стал следующий факт. Во второй половине XV века завоевавшие ослабевшую Византийскую империю турки (1453 год — захват турками Константинополя) перекрыли караванные пути, по которым в Европу доставлялись пряности. Прервалась приносившая огромную прибыль торговля. Стремление найти альтернативный доступ к богатствам Востока стало стимулом мореплавателей конца XV — начала XVI веков. Таким образом, именно экспансия мусульманской цивилизации послужила тем катализатором, который вызвал ускоренное развитие европейской цивилизации. В Новое время встретились Европа и Америка.

### Наука
Благодаря культуре Возрождения постепенно пришло в упадок средневековое мировоззрение, центральным звеном которого являлась вера и аскетизм. Оно было вытеснено растущим интересом к античному наследию, человеку и изучающим его наукам.
В 1543 году из-под печатного станка вышла книга Николая Коперника «Об обращениях небесных сфер», в которой провозглашался отказ от господствовавшей в течение почти полутора тысяч лет геоцентрической системы Птолемея. Начиная свою астрономическую работу, Коперник не собирался создавать нечто принципиально новое. Как и его средневековые предшественники, он считал своей задачей уточнение данных из «Альмагеста», главного труда Птолемея, не затрагивая при этом основ. Хотя расхождения между данными из «Альмагеста» и результатами наблюдений были известны и до Коперника, но только у него хватило смелости отказаться от инерции мышления и предложить нечто принципиально новое.

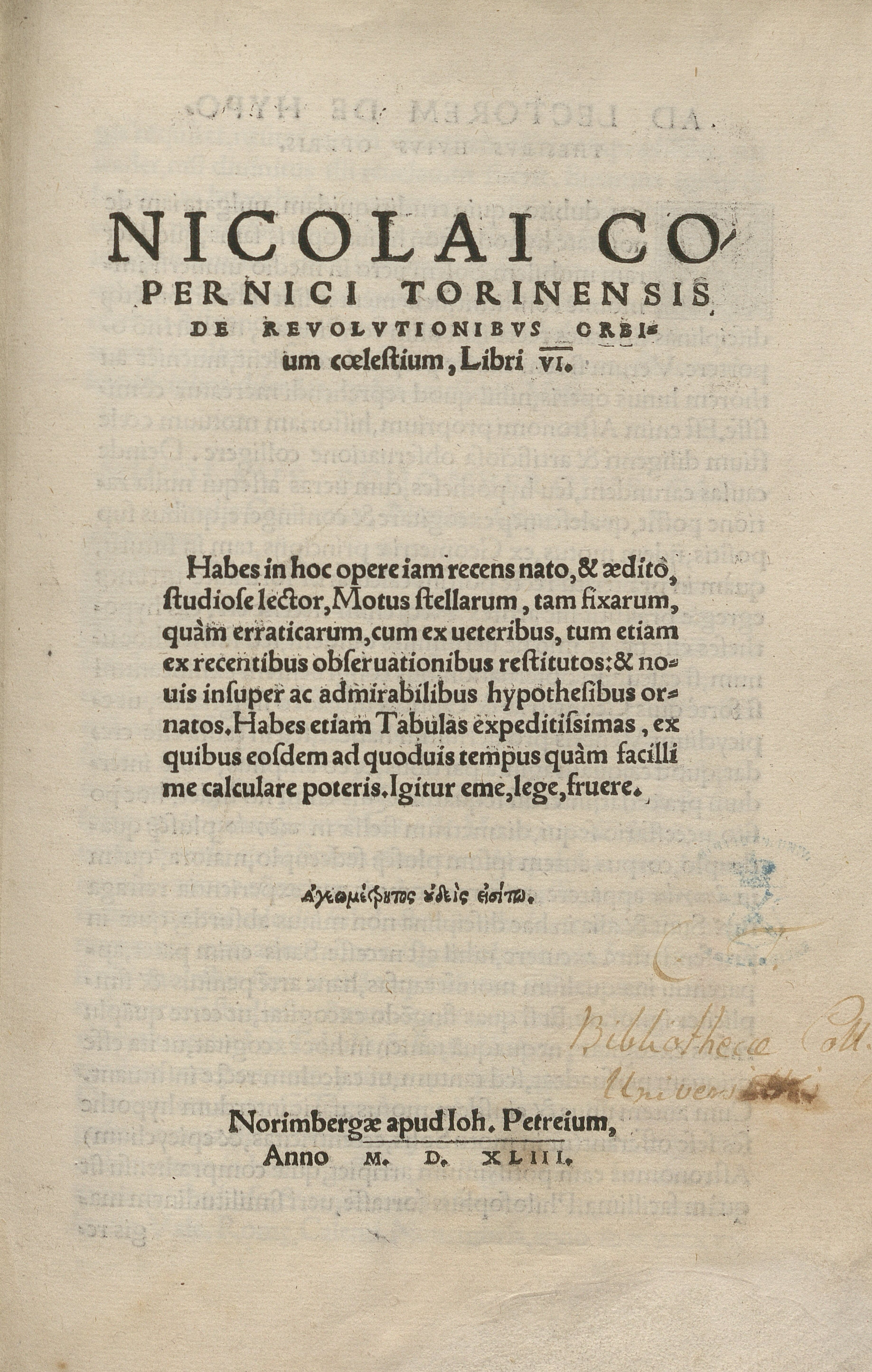
Первая страница книги Коперника «Об обращениях небесных сфер»

### Техника и производство
Ещё большее влияние на повседневную жизнь людей оказало развитие техники на рубеже XV—XVI веков. Одной из самых важных инноваций того времени оказалось книгопечатание. Изобретение и внедрение несложной, казалось бы, технологии оказало революционное влияние на скорость тиражирования и распространения информации, а также на её доступность (печатные книги были намного дешевле рукописных). Изобретателем книгопечатания считается Иоганн Гутенберг. Приблизительно в 1440 году он построил свой печатный станок. Как это часто бывает с изобретениями, отдельные элементы печатной технологии были известны и до Гутенберга. Так, иллюстрации и фигурные заглавные буквы переписчики книг начали размножать при помощи штампов ещё за двести лет до Гутенберга. Однако тогда удалось разработать технологию изготовления штампов (букв, литер) не из дерева, а из металла. И именно Гутенберг осуществил самую важную идею — набор текста из отдельных букв вместо изготавливания доски — штампа для всей страницы.
Даже в тех областях производства, где технический прогресс по сравнению со Средневековьем был не слишком заметным (или его не было вовсе) произошли кардинальные изменения, на сей раз — за счёт нового типа организации труда. С наступлением Нового времени на смену ремесленному производству приходит мануфактурный тип производства. На мануфактурах труд оставался ручным, но, в отличие от средневековых мастерских, было внедрено разделение труда, в результате чего значительно вырастала производительность труда. На мануфактурах люди трудились не на себя, а на владельца мануфактуры. Появлялся капиталистический способ производства, взрывообразно превратившийся затем в силу, подчинившую себе жизнь всего человечества.
Важное значение имело развитие горного дела и металлургии. Впрочем, наиболее важное усовершенствование в процессе выплавки железа — замена сыродутной печи так называемым штукофеном (предком современной доменной печи) произошло ещё приблизительно в XIII веке. К началу XV века такие печи были значительно улучшены. Для привода мехов использовались водяные колёса. К XVI веку такие колёса, достигавшие порой огромных размеров (до десяти метров в диаметре), стали использовать для подъёма из шахт руды и для других операций. Своеобразной энциклопедией горного дела и металлургии стала книга «De re metallica libri xii» («Книга о металлах»). Этот двенадцатитомный трактат увидел свет в 1550 году. Его автором был профессор Георг Агрикола (Бауэр) (1490—1555).
Также с XVI века для отопления и в производстве стал использоваться ископаемый уголь.

### Основные события

#### Великие географические открытия
Великие географические открытия — период в истории человечества, начавшийся в XV веке и продолжавшийся до XVII века, в ходе которого европейцы открывали новые земли и морские маршруты в Африку, Америку, Азию и Океанию в поисках новых торговых партнёров и источников товаров, пользовавшихся большим спросом в Европе.

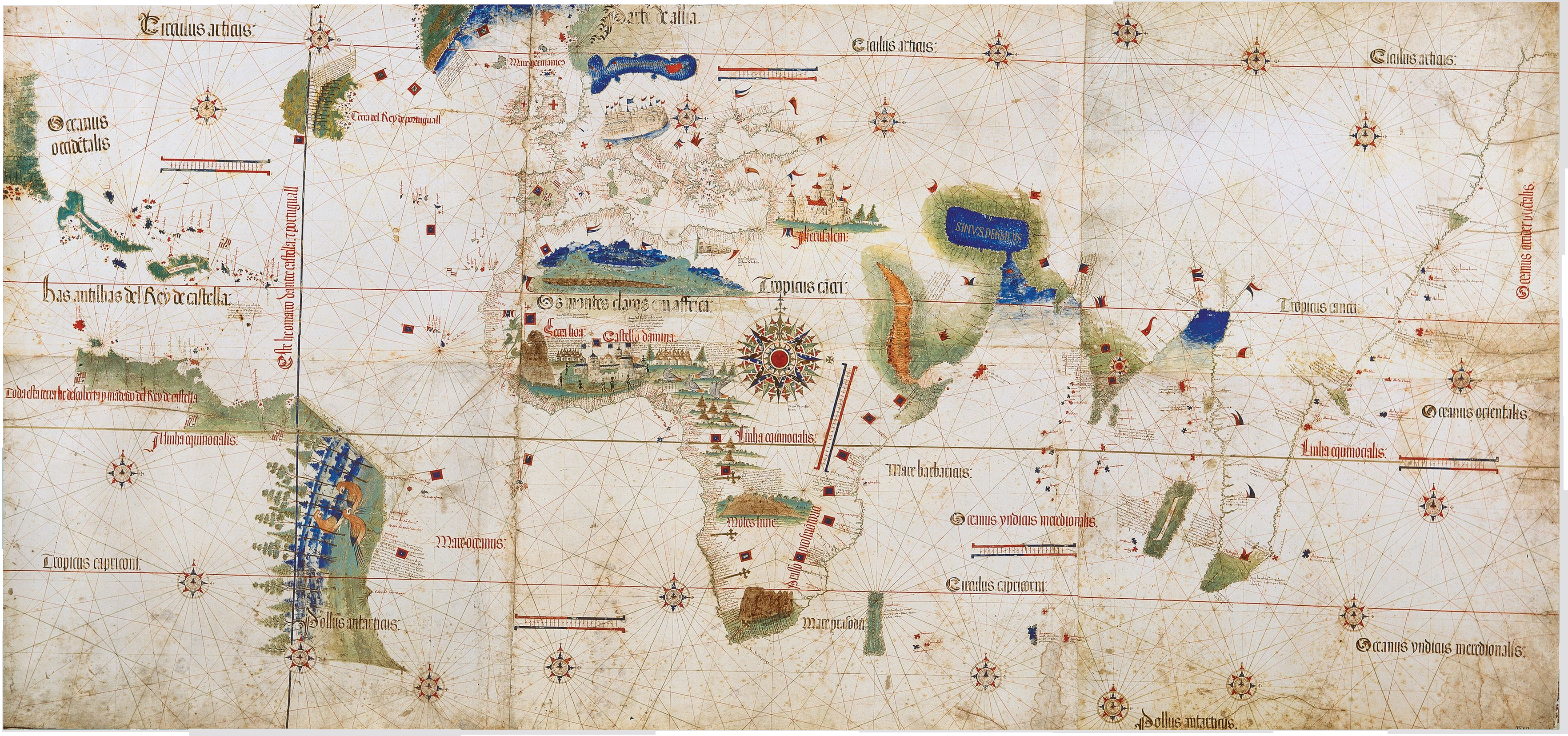
Планисфера Кантино — драгоценный памятник эпохи Великих географических открытий, запечатлевший состояние географических знаний португальцев на рубеже XV и XVI веков

#### Колонизация Америки
Колонизация Америки — это длительный процесс завоевания европейцами территории Северной и Южной Америки, проходивший с момента открытия этой части света в 1492 году до конца XVIII века.

#### Реформацияиконтрреформация
Реформация (лат. reformatio — исправление, преобразование) — массовое религиозное и общественно-политическое движение в Западной и Центральной Европе XVI — начала XVII века, направленное на реформирование католического христианства в соответствии с Библией.
Её началом принято считать выступление доктора богословия Виттенбергского университета Мартина Лютера: 31 октября 1517 года он прибил к дверям виттенбергской Замковой церкви свои «95 тезисов», в которых выступал против существующих злоупотреблений католической церкви, в частности против продажи индульгенций.
Контрреформация в Западной Европе — церковное движение, имевшее своей целью восстановить престиж католической церкви и веры.

#### Тридцатилетняя война

Тридцатилетняя война (1618—1648) — первый в истории Европы военный конфликт, затронувший в той или иной степени практически все европейские страны (в том числе и Россию). Война началась как религиозное столкновение между протестантами и католиками Германии, но затем переросла в борьбу против гегемонии Габсбургов в Европе. Последняя значимая религиозная война в Европе, породившая вестфальскую систему международных отношений.

#### Вестфальский миривестфальская система международных отношений
Вестфальский мир обозначает два мирных соглашения на латыни — Оснабрюкское и Мюнстерское, подписанные 15 мая и 24 октября 1648 года соответственно. Они завершили Тридцатилетнюю войну в Священной Римской империи.
Вестфальский мир разрешил те противоречия, которые и привели к Тридцатилетней войне:
- Вестфальский мир уравнял в правах католиков и протестантов (кальвинистов и лютеран), узаконил конфискацию церковных земель, осуществлённую до 1624 года, и провозглашал принцип веротерпимости, что в дальнейшем снизило значение конфессионального фактора в отношениях между государствами;
- Вестфальский мир положил конец стремлению Габсбургов расширить свои владения за счёт территорий государств и народов Западной Европы и подорвал авторитет Священной Римской империи: главы независимых государств Европы, имевшие титул королей, были уравнены в правах с императором;
- Согласно нормам, установленным Вестфальским миром, главная роль в международных отношениях, ранее принадлежавшая монархам, перешла к суверенным государствам.

#### Английская революция
Английская революция XVII века (известная также как Английская гражданская война) — процесс перехода в Англии от абсолютной монархии к конституционной, при которой власть короля ограничена властью парламента, а также гарантированы гражданские свободы. Революция открыла путь к промышленному перевороту в Англии и капиталистическому развитию страны.
Революция приняла форму конфликта исполнительной и законодательной властей (парламент против короля), вылившегося в гражданскую войну, а также форму религиозной войны между англиканцами и пуританами. В Английской революции был замечен, хотя играл и второстепенную роль, также элемент национальной борьбы (между англичанами, шотландцами и ирландцами).

#### Семилетняя война

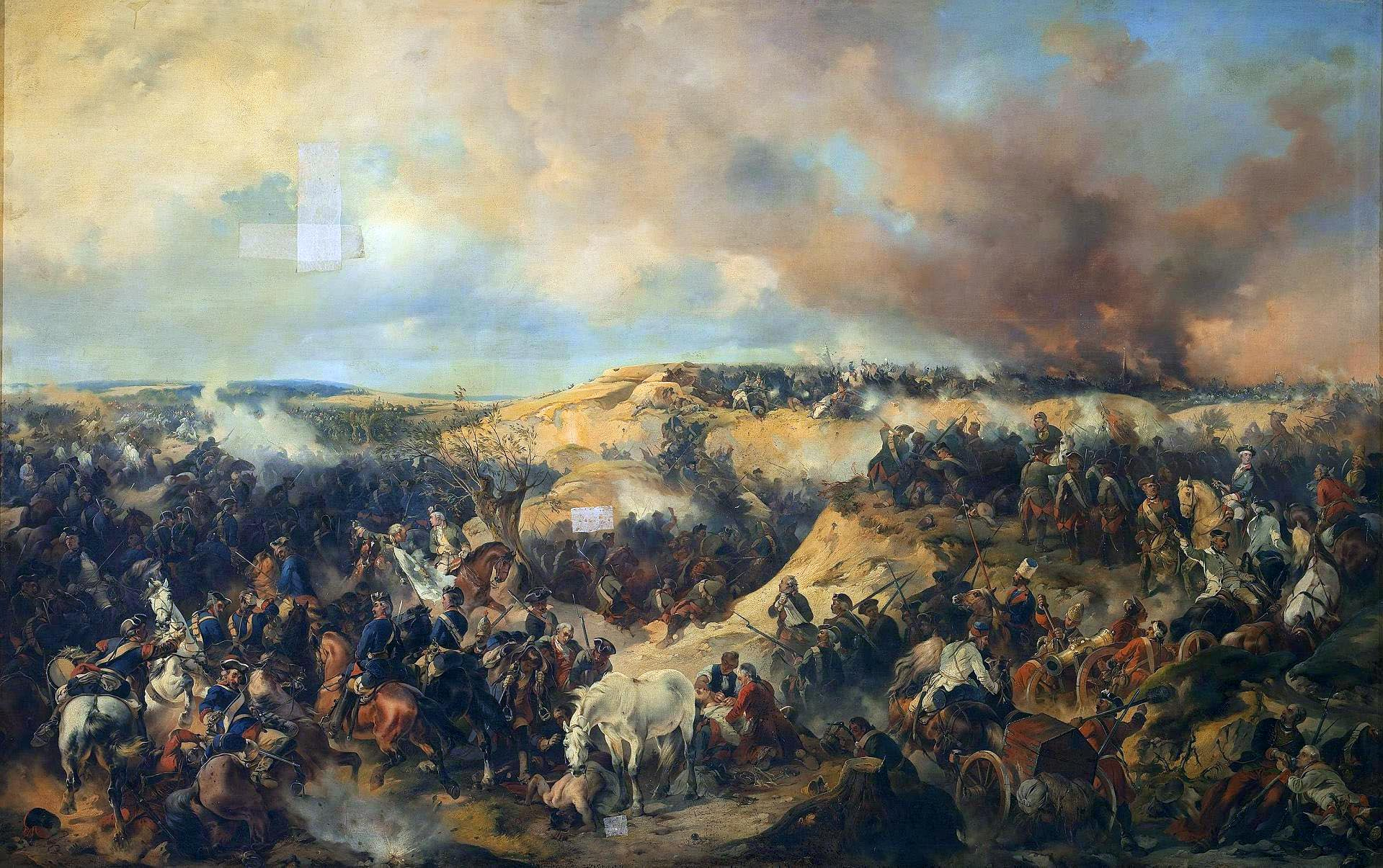
Александр Коцебу. «Кунерсдорфское сражение» (1848).

Семилетняя война (1756—1763) — крупный военный конфликт XVIII века, один из самых масштабных конфликтов Нового времени. Семилетняя война шла как в Европе, так и за океаном: в Северной Америке, в странах Карибского бассейна, Индии, на Филиппинах. В войне приняли участие все европейские великие державы того времени, а также большинство средних и мелких государств Европы, некоторые индейские племена.
Уинстоном Черчиллем война даже была названа «первой мировой войной». Войну считают колониальной, так как в ней столкнулись колониальные интересы Великобритании, Франции, Испании, а также первой окопной.

#### Война за независимость США
Война за независимость США (1775—1783) — война между Великобританией и лоялистами (лояльными законному правительству британской короны) с одной стороны и революционерами 13 британских колоний (патриотами) с другой, которые провозгласили свою независимость от Великобритании как самостоятельное союзное государство в 1776 году.

#### Промышленный переворот

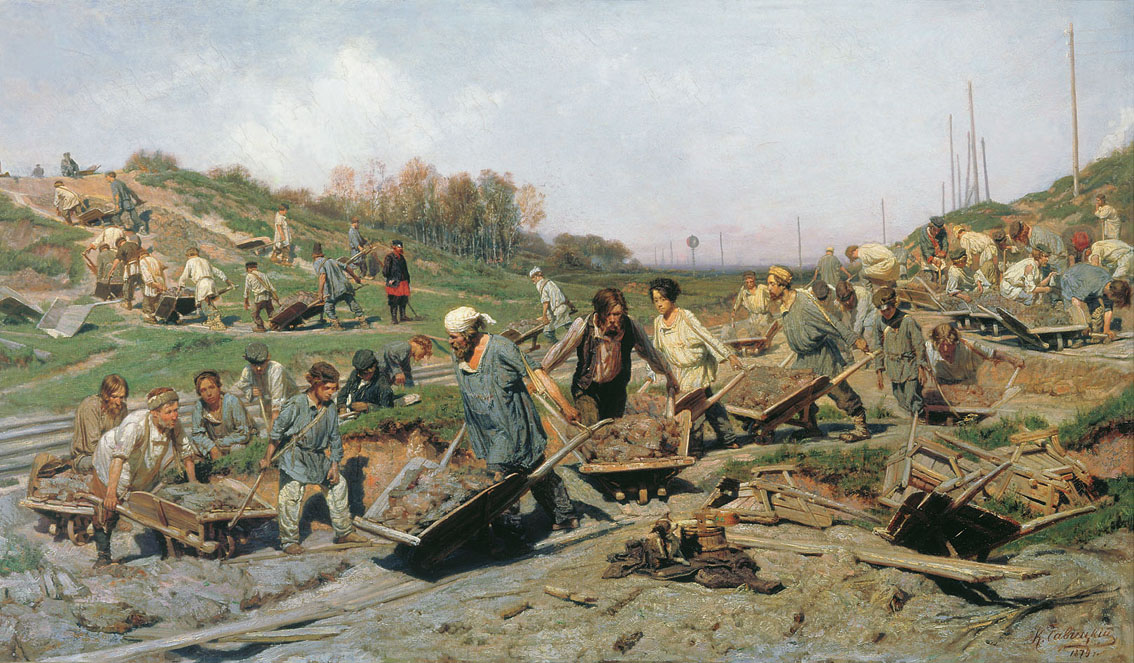
Савицкий К. А. «Ремонтные работы на железной дороге» (1874).

Промышленная революция — переход от ручного труда к машинному, от мануфактуры к фабрике; переход от преимущественно аграрной экономики к индустриальному производству, в результате которого происходит трансформация аграрного общества в индустриальное.
Промышленный переворот происходил в разных странах не одновременно, но в целом можно считать, что период, когда происходили эти изменения, начинался от второй половины XVIII века и продолжался в течение XIX века. Характерной чертой промышленной революции является стремительный рост производственных сил на базе крупной машинной индустрии и утверждение капитализма в качестве господствующей мировой системы хозяйства.
Промышленная революция связана не просто с началом массового применения машин, но и с изменением всей структуры общества. Она сопровождалась резким повышением производительности труда, быстрой урбанизацией, началом быстрого экономического роста (до этого экономический рост, как правило, был заметен лишь в масштабах столетий), исторически быстрым увеличением жизненного уровня населения. Промышленная революция позволила на протяжении жизни всего лишь 3—5 поколений перейти от аграрного общества (где большинство населения вело натуральное хозяйство) к индустриальному.

## «Долгий XIX век»
До́лгий XIX век — исторический период, длившийся, по мнению выделившего его британского историка-марксиста Эрика Хобсбаума, с 1789 по 1914 год. Его главной особенностью было доминирование империй в мире. Началом этого периода является Великая французская революция, а концом — Первая мировая война, в результате которой были ликвидированы Германская, Российская, Австро-Венгерская и Османская империи.
После Великой французской революции и завоевательных походов Наполеона Бонапарта в большинстве стран Европы образовались или начались тенденции к ограничению абсолютных полномочий монарха, разделению властей и демократизации общества. В связи с кризисом сословной структуры общества и его переходу к классовому, индустриальному обществу, появился новый социальный слой — пролетарии. Пролетарии происходили в основном из среды переквалифицировавшихся мануфактурных работников либо были выходцами из разорявшихся крестьянских хозяйств (их труд постепенно заменяли машины).

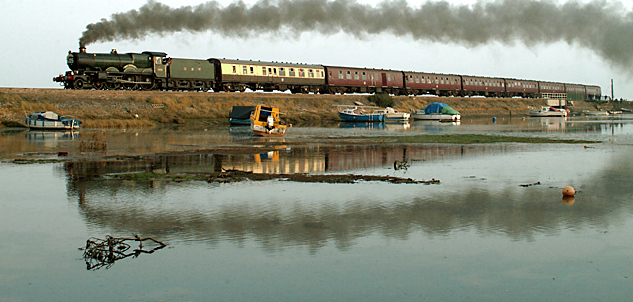
Железнодорожная линия, проходящая по берегу гавани Коквуд (графство Девон, Англия)

Благодаря изобретению железных дорог и пароходов ускорились транспортные перевозки, а телеграфа — обмен информацией. В этот период учёные разных стран начали быстрее обмениваться новыми гипотезами, изобретениями и теориями. Возникли новые дисциплины на стыке различных наук: физхимия, биохимия и т. п.
В начале XIX века в большинстве стран Западной Европы произошёл промышленный переворот — переход от ручного производства к машинному. Это привело к созданию индустриального общества — общества, разделённого на капиталистов и пролетариев.

### Основные события

#### Великая французская революция
Великая французская революция — крупнейшая трансформация социальной и политической систем Франции, произошедшая в конце XVIII века, в результате которой был уничтожен Старый порядок и Франция из монархии стала республикой де-юре свободных и равных граждан. Девиз — Свобода, равенство, братство.
Началом революции стало взятие Бастилии 14 июля 1789 года, а её окончанием разные историки считают 27 июля 1794 (Термидорианский переворот) или 9 ноября 1799 года (Переворот 18 брюмера).

#### Русско-турецкая война 1787—1791
Русско-турецкая война (1787—1791) — война между Россией и Австрией, с одной стороны, и Османской империей — с другой. Османская империя планировала в этой войне вернуть себе земли, отошедшие к России в ходе Русско-турецкой войны 1768—1774, в том числе и Крым. Война закончилась победой России и заключением Ясского мира.

#### Русско-шведская война 1788—1790

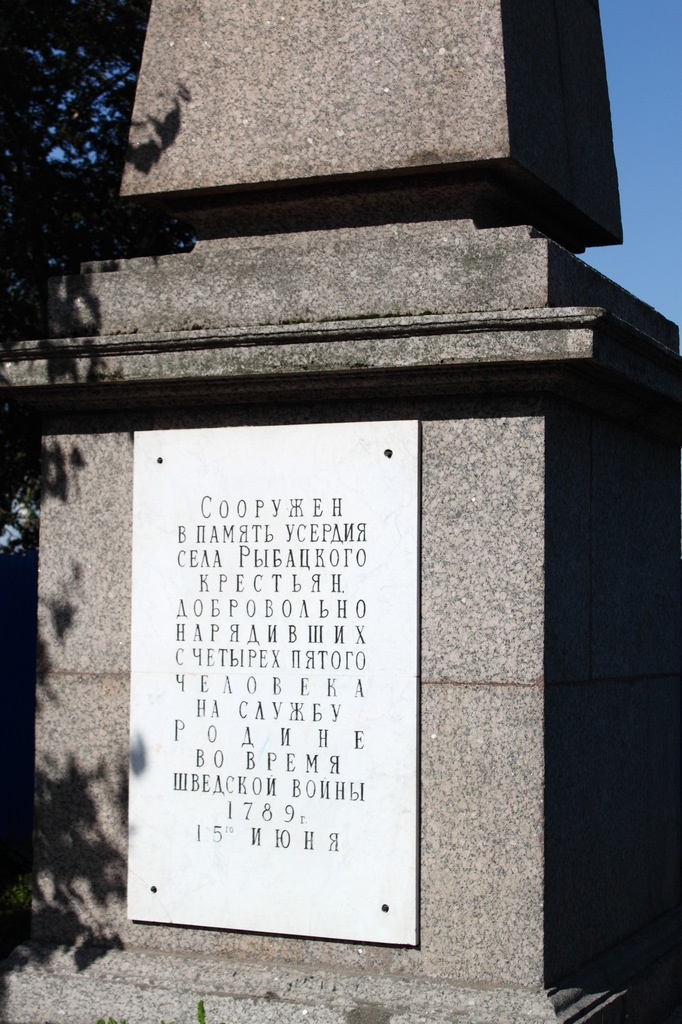
Монумент в память рекрутам, участвовавшим в Шведской войне (Рыбацкое, Санкт-Петербург)

Русско-шведская война (1788—1790) — война, начатая Швецией и поддержанная Великобританией, Голландией и Пруссией с целью возвращения территорий, утраченных в ходе предшествующих войн с Россией.
Причиной войны послужило участие России во внутренних делах Швеции. В частности, активное позиционирование России в роли гаранта будущей конституции Швеции, которое было отменено королём Густавом III в 1772 году и в дальнейшем послужившее поводом для двусторонней напряжённости. Также важным фактором явилось вооружение российской эскадры, назначенной для действий в Средиземном море.
Воспользовавшись тем, что главные русские силы были отвлечены на войну с Турцией, шведская армия в количестве 38 000 человек под командованием короля Густава III вторглась 21 июня 1788 на территорию России, но была остановлена русскими войсками в количестве около 19 000 человек под командованием генерал-аншефа В. П. Мусина-Пушкина. Основные события войны происходили на море.

#### Наполеоновские войны
Наполеоновские войны — под этим именем известны, главным образом, войны, которые велись Наполеоном I с разными государствами Европы, когда он был Первым консулом и императором (ноябрь 1799 — июнь 1815). В более широком смысле сюда относится и итальянская кампания Наполеона (1796—1797), и его египетская экспедиция (1798—1799), хотя их (особенно итальянскую кампанию) обычно причисляют к так называемым революционным войнам.

#### Венский конгресс

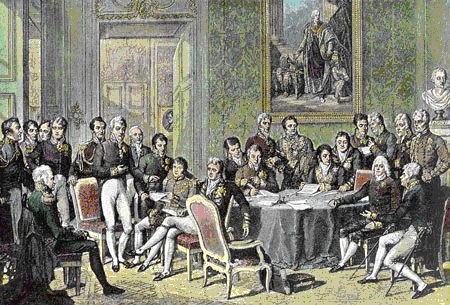
Венский конгресс, 1814 г.

Венский конгресс 1814—1815 гг. — общеевропейская конференция, в ходе которой была выработана система договоров, направленных на восстановление феодально-абсолютистских монархий, разрушенных французской революцией 1789 года и наполеоновскими войнами, и были определены новые границы государств Европы. В конгрессе, проходившем в Вене с сентября 1814 по июнь 1815 г. под председательством австрийского дипломата графа Меттерниха, участвовали представители всех стран Европы (кроме Османской империи). Переговоры проходили в условиях тайного и явного соперничества, интриг и закулисных сговоров.

#### Греческая революция
Греческая война за независимость, иногда также называемая Греческой революцией (греч. Ελληνική Επανάσταση του 1821) — вооружённая борьба греческого народа за независимость от Османской империи, начавшаяся в 1821 г. и завершившаяся в 1832 г. Константинопольским мирным договором, утвердившим Грецию как независимое государство. Греки были первыми из народов, покорённых Османской империей, кто обрёл независимость (не считая Черногории, фактически независимой с конца XVII века). Именно с этих событий начинается история современной Греции.
Греция ежегодно празднует свой День независимости 25 марта.

#### Восстание декабристов
Восстание декабристов — попытка государственного переворота, состоявшаяся в Петербурге, столице Российской империи, 14 (26) декабря 1825 года. Восстание было организовано группой дворян-единомышленников, многие из них были офицерами гвардии. Они попытались использовать гвардейские части для недопущения вступления на трон Николая I. Целью заговорщиков было упразднение самодержавия и отмена крепостного права. Восстание разительно отличалось от заговоров эпохи дворцовых переворотов по своим целям и имело сильнейший резонанс в российском обществе, значительно повлиявший на общественно-политическую жизнь последовавшей за ним эпохи правления Николая I.

#### Русско-турецкая война 1828—1829 годов
Русско-турецкая война 1828—1829 годов — военный конфликт между Российской и Османской империей, начавшийся в апреле 1828 года вследствие того, что Порта после Наваринского сражения (октябрь 1827 года) в нарушение Аккерманской конвенции закрыла пролив Босфор.
В более широком контексте, эта война стала следствием борьбы между великими державами, вызванной греческой войной за независимость (1821—1830) от Османской империи. В ходе войны русские войска совершили ряд походов в Болгарию, на Кавказ и на северо-восток Анатолии, после чего Порта запросила мира.

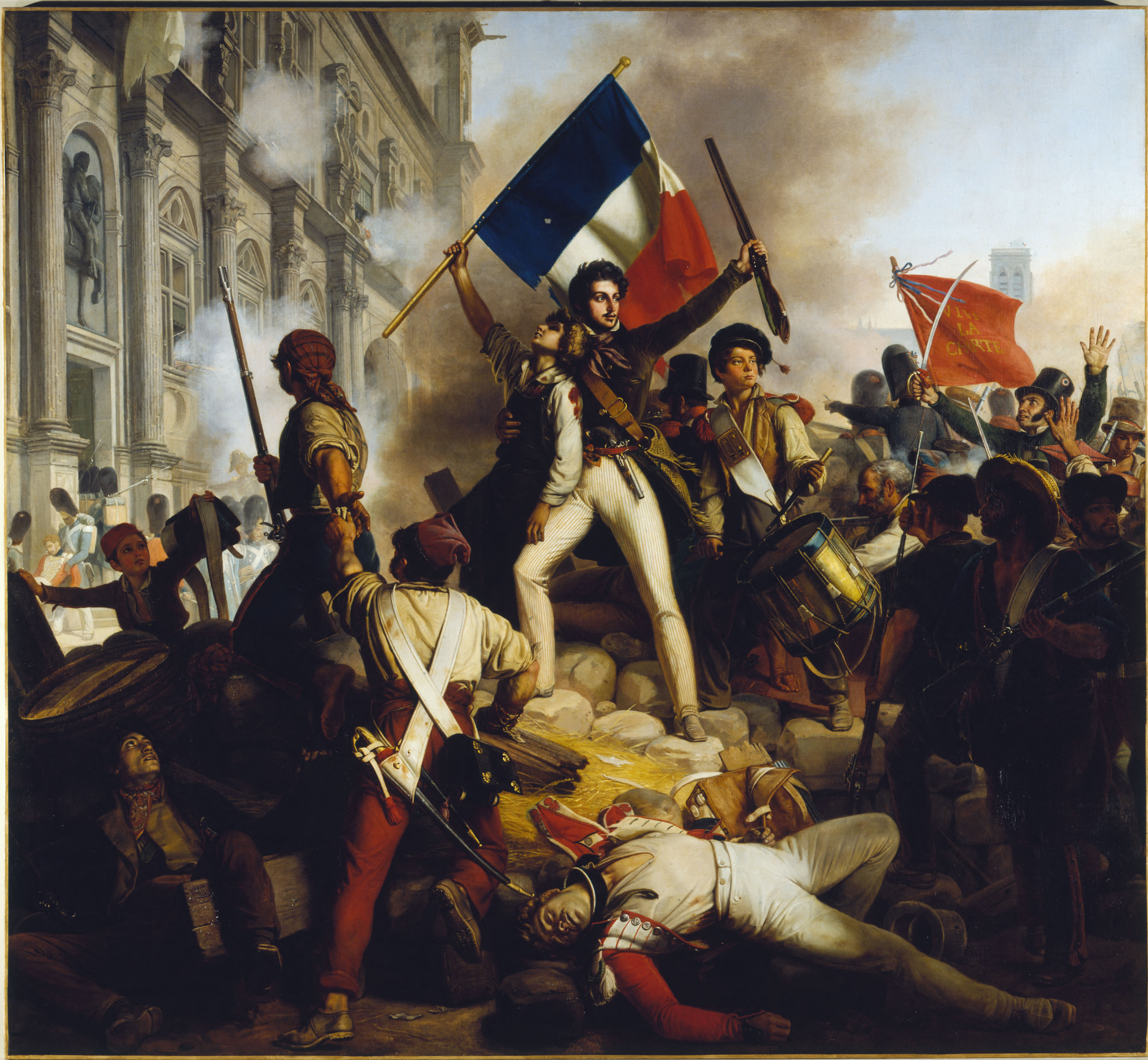
Шнетц, Жан-Виктор. «Бой перед ратушей 28.07.1830» во время Июльской революции.

#### Июльская революция 1830 г.
Июльская революция или Французская революция 1830 года, Вторая французская революция — восстание в июле 1830 года во Франции, приведшее к свержению Карла Х и возведению на престол его «кузена» (фактически дальнего родственника) Луи-Филиппа, герцога Орлеанского. Она ознаменовала переход от одной конституционной монархии — реставрации Бурбонов к другой — Июльской монархии, переход власти от дома Бурбонов к его младшей ветви, Орлеанскому дому, торжеством принципа народного суверенитета над принципом божественного права короля, а также установление либерального режима и окончательное торжество буржуазии над земельной аристократией. В смысле внешнеполитическом революция означала сильный удар по принципам Священного Союза. Причиной революции послужила консервативная политика короля Карла Х, высшей целью которого было восстановление общественных порядков, царивших до Великой французской революции 1789 года. В ходе революции сторонники Бурбонов назывались легитимистами, а сторонники Луи-Филиппа — орлеанистами.

#### Первая Опиумная война
Первая опиумная война 1840—1842 — война Великобритании против империи Цин. Целью английских войск была защита торговых интересов Великобритании в Китае, и расширение торговли, в первую очередь опиумом (отсюда название), которому препятствовала цинская политика запрета морской торговли.

#### Революции 1848—1849 годов
Европейские революции 1848—1849 — общее наименование революционных движений, выразившихся в форме неповиновения власти, вооружённых восстаниях, декларирования новой государственности в европейских странах в середине XIX века. Вспыхнувшие сразу в нескольких государствах движения носили антифеодальный и национально-освободительный характер. Участники выступлений декларировали требования демократизации общественной жизни; в зависимости от местных условий они также выдвигали лозунги национального объединения (Германия, Италия) или выделения из существовавших государств (Венгрия).
Катализаторами общеевропейской революции стали выступление 12 января 1848 года на Сицилии и революция во Франции. Хотя в основном революции были быстро подавлены, они оказали существенное влияние на дальнейшие политические процессы в Европе. Волнения охватили Францию, итальянские (Сардинию, Неаполь) и германские государства, включая Австрию, в которой активизировались национальные движения итальянцев, венгров и хорватов, Румынию.

#### Крымская война

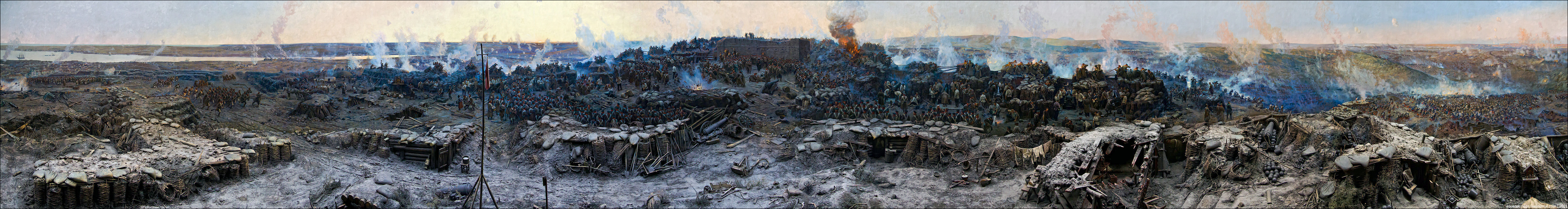
Франц Рубо. «Панорама „Оборона Севастополя 1854—1855 гг.“» (1904).

Крымская война 1853—1856, также Восточная война — война между Российской империей и коалицией в составе Британской, Французской, Османской империй и Сардинского королевства. Боевые действия разворачивались на Кавказе, в Дунайских княжествах, на Балтийском, Чёрном, Белом и Баренцевом морях, а также на Камчатке. Наибольшего напряжения они достигли в Крыму.
В ходе последовавших боевых действий союзникам удалось, используя техническое отставание русских войск и нерешительность русского командования, сосредоточить количественно и качественно превосходящие силы армии и флота на Чёрном море, что позволило им произвести успешную высадку в Крыму десантного корпуса, нанести российской армии ряд поражений и после годичной осады захватить южную часть Севастополя — главной базы русского Черноморского флота.
Подписанный в 1856 году Парижский мирный договор потребовал от России вернуть Османской империи всё захваченное в южной Бессарабии, в устье реки Дунай и на Кавказе; империи запрещалось иметь боевой флот в Чёрном море, провозглашённом нейтральными водами; Россия прекращала военное строительство на Балтийском море, и многое другое. Вместе с тем цели отторжения от России значительных территорий не были достигнуты. Условия договора отражали фактически равный ход боевых действий, когда союзники, несмотря на все усилия и тяжёлые потери, не смогли продвинуться дальше Крыма, а на Кавказе потерпели поражения.

#### Вторая опиумная война
Вторая опиумная война — война Великобритании и Франции с Цинской империей, продолжавшаяся с 1856 по 1860 год. В 1851—1864 гг. в империи Цин шла гражданская война. Ослабление маньчжурской имперской власти после Первой опиумной войны стало переломным моментом в истории этого государства. На территории империи Цин образовалось Тайпинское государство, с которым маньчжурское правительство вело изнурительную борьбу.

#### Восстание сипаев
Восстание сипаев (также Инди́йское народное восста́ние 1857—1859, Сипайское восстание) — мятеж индийских солдат против внутрииндийской политики англичан в 1857—1859 годах. Восстание началось на севере от Бенгалии до Пенджаба и в центральной Индии. Основная инициатива была предпринята со стороны армии и незадолго до этого отстранённых от власти махарадж, но в некоторых областях его поддержали крестьяне, и оно превратилось в общее восстание. Дели был захвачен повстанцами, однако позже был окружён и взят англичанами. Восстание положило конец власти Британской Ост-Индской компании и привело к её замене прямым правлением английской короны.
Восстание вызвало бурную волну самых разнообразных откликов, как в английских прессе и литературе (включая ультрарасистские высказывания Чарльза Диккенса), так и за её пределами (особенно во Франции), где определённые круги высказывались за союз с Российской империей с целью вытеснения Великобритании из Азии.

#### Гражданская война в Америке

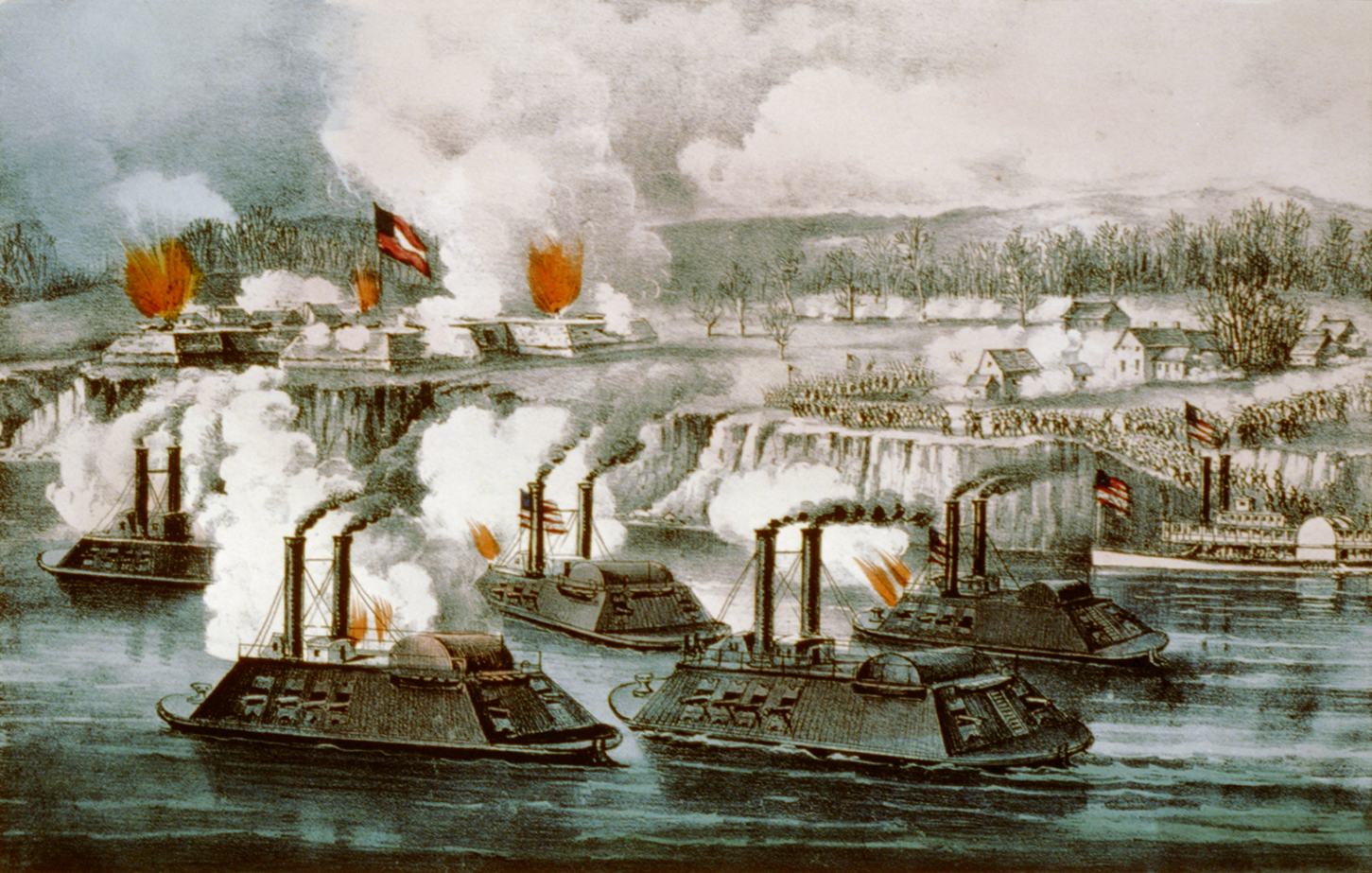
Битва за форт Хиндман 11.01.1863. (раскрашенная вручную литография)

Гражданская война в США (война Севера и Юга; англ. American Civil War) 1861—1865 годов — война между аболиционистскими штатами Севера и 11 рабовладельческими штатами Юга. Боевые действия начались с обстрела форта Самтер 12 апреля 1861 года и завершились сдачей остатков армии южан под командованием генерала К. Смита 26 мая 1865 года. В ходе войны произошло около 2 тысяч сражений.

#### Создание I Интернационала
Первый интернационал (официальное название Международное товарищество трудящихся) — первая массовая международная организация рабочего класса, учреждена 28 сентября 1864 года в Лондоне. Эта организация прекратила своё существование после раскола, состоявшегося в 1872 году.

#### Русско-турецкая война (1877—1878)
Русско-турецкая война 1877—1878 годов — война между Российской империей и союзными ей балканскими государствами с одной стороны, и Османской империей — с другой. Была вызвана подъёмом национального самосознания на Балканах. Жестокость, с которой было подавлено Апрельское восстание в Болгарии, вызвала сочувствие к положению христиан Османской империи в Европе и особенно в России. Попытки мирными средствами улучшить положение христиан были сорваны упорным нежеланием турок идти на уступки Европе, и в апреле 1877 года Россия объявила Турции войну.
В ходе последовавших боевых действий русской армии удалось, используя пассивность турок, провести успешное форсирование Дуная, захватить Шипкинский перевал и, после пятимесячной осады, принудить лучшую турецкую армию Осман-паши к капитуляции в Плевне. Последовавший рейд через Балканские горы, в ходе которого русская армия разбила последние турецкие части, заслонявшие дорогу на Константинополь, привёл к выходу Османской империи из войны. На состоявшемся летом 1878 года Берлинском конгрессе был подписан Берлинский трактат, зафиксировавший возврат России южной части Бессарабии и присоединение Карса, Ардагана и Батума. Восстанавливалась государственность Болгарии (завоёвана Османской империей в 1396 году) как вассальное Княжество Болгария; увеличивались территории Сербии, Черногории и Румынии, а турецкая Босния и Герцеговина оккупировалась Австро-Венгрией.

#### Американо-мексиканская война

Карта основных военных действий американо-мексиканской войны

Американо-мексиканская война — военный конфликт между США и Мексикой в 1846—1848 гг. Война явилась результатом территориальных споров между Мексикой и США после вхождения Техаса в Соединённые Штаты в 1845 г., хотя Техас провозгласил свою независимость от Мексики ещё в 1836 г.
Вхождение Техаса и начало войны с Мексикой вызвали неоднозначную реакцию американского общества. В США войну поддержало большинство демократов и отвергло большинство вигов. В Мексике война считалась делом национальной гордости.
Наиболее важными последствиями войны были обширные территориальные уступки Мексики, в результате которых США были отданы Верхняя Калифорния и Новая Мексика — земли современных штатов Калифорния, Нью-Мексико, Аризона, Невада и Юта. Американские политики провели несколько лет, напряжённо обсуждая рабовладение на новых территориях, и, наконец, решились на Компромисс 1850 года (только Калифорния была признана штатом, свободным от рабства). В Мексике утрата огромной территории стимулировала правительство определить политику колонизации северных районов как средство предотвращения дальнейших потерь.

#### Первая англо-бурская война
Первая англо-бурская война, также известная как Трансваальская война — колониальная война Британии против Трансвааля. Голландская Капская колония в Африке была захвачена англичанами в начале XIX века. Потомки голландских выходцев, буры, вели скотоводческое хозяйство и пользовались трудом негров-рабов. Но в 1833 году английское правительство отменило рабство во всех своих колониях. Буры восприняли это как недружественный акт по отношению к ним. Началось переселение буров из английской колонии. За рекой Оранжевой буры основали Оранжевое Свободное государство, а за рекой Вааль — Южно-Африканскую республику.

#### Вторая англо-бурская война

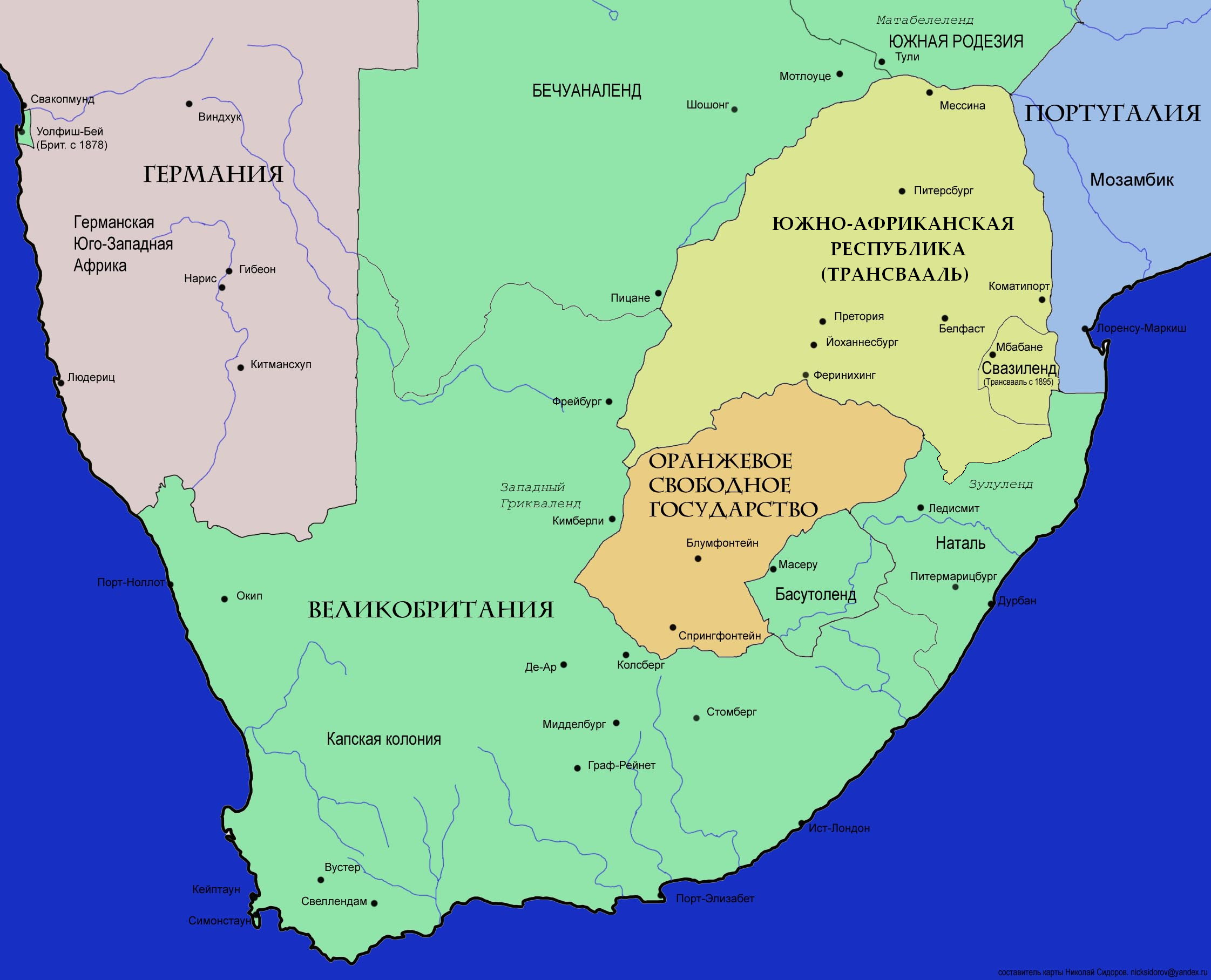
Государства Южной Африки до начала войны

Вторая англо-бурская война 1899—1902 годов — превентивная война бурских республик — Южно-Африканской республики (Республики Трансвааль) и Оранжевого Свободного государства (Оранжевой Республики) против Великобритании, закончившаяся победой последней. В этой войне англичане впервые применили тактику выжженной земли на земле буров и концентрационные лагеря, в которых погибло около 30 тысяч бурских женщин и детей, а также неустановленное количество чёрных африканцев.

#### Боксёрское восстание в Китае
Боксёрское восстание, или Восстание ихэтуаней (буквально — «отрядов гармонии и справедливости») против иностранного вмешательства в экономику, внутреннюю политику и религиозную жизнь Китая с 1898 года по 1901 год. Сначала пользовалось поддержкой властей Китая, но через некоторое время императрица Цыси перешла на сторону Альянса восьми держав, который и подавил восстание.
В результате восстания Китай попал в ещё бо́льшую зависимость от иностранных государств, что сказалось на его политическом и экономическом развитии в первой половине XX века.

#### Боснийский кризис
Боснийский кризис 1908—1909 годов — международный конфликт, который был вызван аннексией Боснии и Герцеговины Австро-Венгрией в октябре 1908 года. Это дипломатическое столкновение раскалило и без того напряжённые отношения Великих держав и в течение первых недель 1909 года угрожало вылиться в большую европейскую войну. Несмотря на видимый успех австрийской дипломатии, аннексия новых территорий под нажимом правящих кругов австрийской части габсбургской монархии в конечном счёте оказалось пирровой победой. Национальные, политические, религиозные и языковые противоречия в Австро-Венгрии достигли критической точки, что привело к распаду страны в 1918 году, всего через десять лет после аннексии.

#### Первая Балканская война
Первая Балканская война́ (в Болгарии известна как Балканская война) — война Балканского союза (Болгария, Греция, Сербия, Черногория) против Османской империи с 25 сентября (8 октября) 1912 года до 17 (30) мая 1913 года. Причиной войны послужило стремление Сербии, Болгарии, Черногории и Греции расширить свои территории. Война завершилась Лондонским мирным договором.
Первый период войны (октябрь — декабрь 1912) характеризовался масштабным наступлением войск Балканского союза. Во время перемирия боевые действия прекратили Турция, Сербия и Болгария, но Греция и Черногория продолжали войну. Второй период войны (февраль — май 1913) отличился позиционной войной, не считая штурма Адрианополя (Одрина). По окончании Первой Балканской войны страны-участницы Балканского союза не были удовлетворены Лондонским мирным договором, что повлекло за собой Вторую Балканскую войну.

#### Вторая Балканская война
Вторая Балканская война, Межсоюзническая война — быстротечная война 29 июня — 29 июля 1913 года за раздел Македонии между Болгарией с одной стороны, и Черногорией, Сербией и Грецией — с другой, а также подключившимися к военным действиям против Болгарии Османской империей и Румынией. Война была спровоцирована дипломатами Австро-Венгрии и Германской империи, которые стремились развалить Балканский союз.
Развязавшая войну Болгария потерпела поражение, в результате чего Франция, Австро-Венгрия и Германия усилили своё влияние на Балканском полуострове, подорвав позиции Российской империи. Территория, завоёванная Болгарией в Первой Балканской войне, была разделена между странами-победительницами.

Босния (№ 18) находилась в составе Австро-Венгрии с 1908 по 1918 год. Явилась одним из катализаторов распада этой лоскутной империи

#### Первая мировая война
- 28 июля Австро-Венгрия в ответ на убийство эрцгерцога сербским террористом объявила войну Сербии.
- 30 июля Россия в ответ начала мобилизацию армии, в ответ на что Германия предъявила России ультиматум с требованием прекратить мобилизацию в течение 12 часов.
- 1 августа 1914 Германия объявила войну России.
- 2 августа Германия оккупировала Люксембург и предъявила ультиматум Бельгии пропустить войска через её территорию во Францию.
- 3 августа Германия объявила войну Франции.
- 4 августа Германия вторглась в Бельгию. В тот же день Великобритания, выполняя союзные обязательства перед Россией и Францией, объявила войну Германии.

#### Февральская революция
Февральская революция 1917 года в России — события в Петрограде, в результате которых император Николай II отрёкся от престола. Революционные события охватили период конца февраля — начала марта 1917 года (по юлианскому календарю, действовавшему в то время в России).
Февральская революция началась как стихийный протест народных масс, которому способствовал и острый политический кризис в верхах, резкое недовольство либерально-буржуазных кругов самодержавной политикой царя. Хлебные бунты, антивоенные митинги, демонстрации, стачки на промышленных предприятиях города наложились на недовольство многотысячного столичного гарнизона, присоединившегося к вышедшим на улицы народным массам. В результате к власти пришло Временное правительство (2 (15) марта 1917 — 26 октября (8 ноября) 1917).

#### Октябрьская революция 1917 года

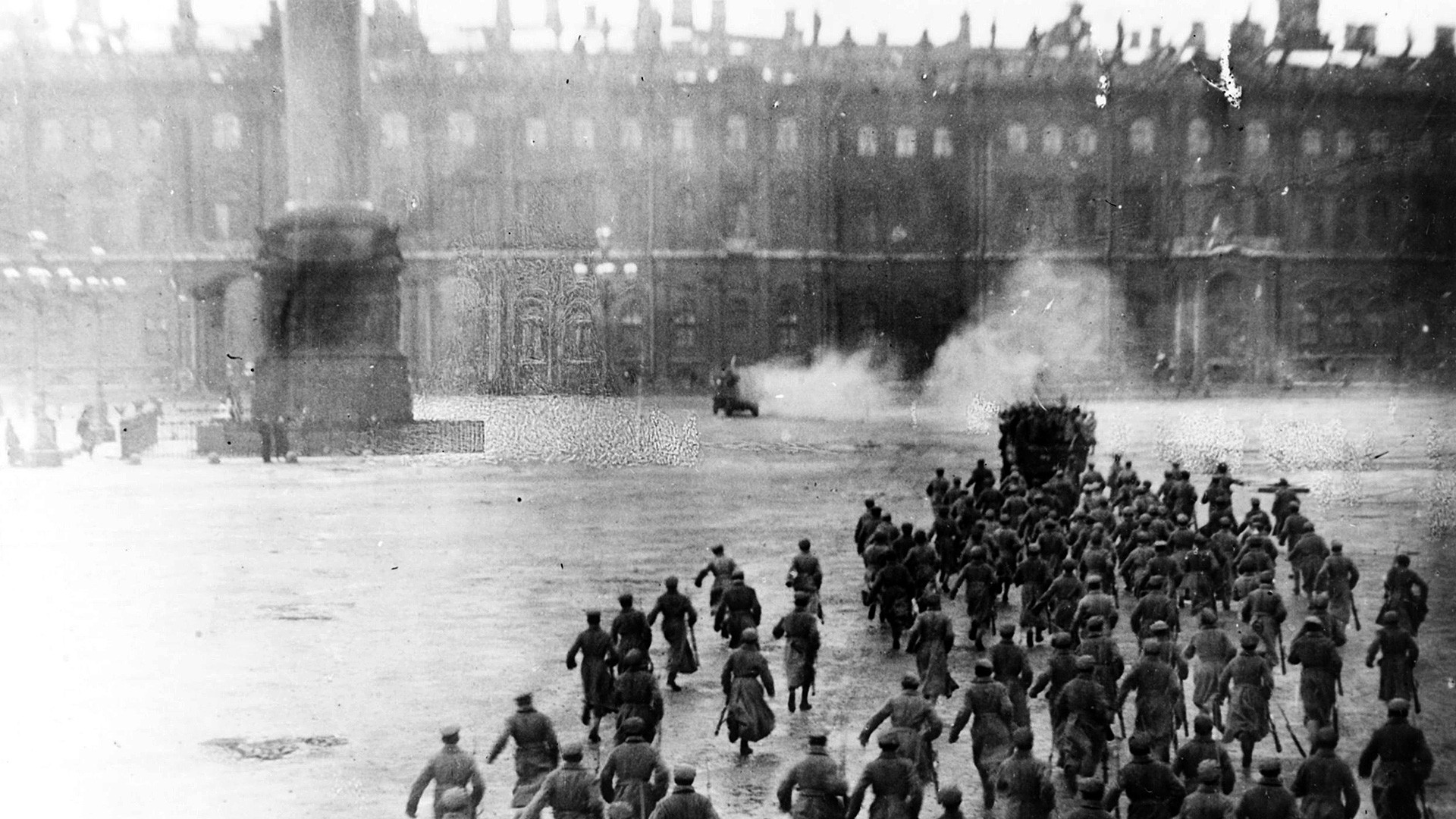
Штурм Зимнего дворца во время Октябрьской революции. Кадр из художественного фильма «Октябрь», 1927 год

Октябрьская революция (иные названия: Великая Октябрьская социалистическая революция, «Октябрьское восстание», «октябрьский переворот», «большевистский переворот») — одно из крупнейших политических событий XX века, произошедшее в России в октябре 1917 года и повлиявшее на дальнейший ход всемирной истории. В результате революции началась Гражданская война, было свергнуто Временное правительство, и к власти пришло правительство, сформированное II Всероссийским съездом Советов, абсолютное большинство делегатов которого составили большевики (РСДРП(б)) и их союзники левые эсеры, поддержанные также некоторыми национальными организациями, небольшой частью меньшевиков-интернационалистов, и некоторыми анархистами. В ноябре 1917 года новое правительство было поддержано также большинством Чрезвычайного Съезда крестьянских депутатов.
Марксистскими идеологами Октябрьская революция рассматривалась как переломный момент между периодами Нового и Новейшего времени, буржуазным и социалистическим путями развития мировой экономики.